# リン (小惑星)
リン (4358 Lynn) は小惑星帯に位置する小惑星。1909年にイギリスの天文学者フィリップ・コーウェルがグリニッジ天文台で発見したが、軌道が確定し正式登録されるまでにはそれから約80年もかかっている。
グリニッジ天文台の天文学者ウィリアム・リン（William Thynne Lynn, 1835年 - 1911年）に因んで命名された。